# L'Armentera
|  | No s'ha de confondre amb El Pont d'Armentera. |

L'Armentera és un municipi de la comarca de l'Alt Empordà, a les Comarques Gironines. El terme municipal té una extensió de 5,6 quilòmetres quadrats i és entre 2 i 7 metres d'altitud. El municipi limita al nord i a l'est amb Sant Pere Pescador, al sud amb Viladamat i Ventalló, i a l'oest amb Torroella de Fluvià. Segons IDESCAT té una població de 1.063 habitants.

## Geografia
- Llista de topònims de l'Armentera (Orografia: muntanyes, serres, collades, indrets..; hidrografia: rius, fonts...; edificis: cases, masies, esglésies, etc).

## Llocs d'interès
- El Molí de l'Armentera és un edifici del segle xviii, notablement ben conservat. A l'interior hi resten bona part dels elements antics del molí; es poden veure les entrades i sortides de l'aigua, d'arcs de mig punt, també en bon estat.[3]
- L'Església de Sant Martí. L'actual església parroquial de Sant Martí de l'Armentera és una construcció del s. XIX, d'estil neoclàssic. Hi ha escasses restes de l'edifici anterior, romànic (seglesxii-xiii).[4] S'hi conserven unes pintures de Joan B. Panyó que representen els quatre misteris del Rosari. Joan Carles Panyó i Figaró fou un pintor de finals del segle xix, precursor de l'anomenada Escola d'Olot.
- Edificis : Can Muñoz, Can Moret, Can Sellarès.
- El riu Fluvià. El municipi és a la plana al·luvial de la desembocadura del Fluvià.[5]
- El parc natural dels Aiguamolls de l'Empordà. Situat a la franja costanera central de l'Alt Empordà. Formen part d'aquest parc els municipis de l'Armentera, Castelló d'Empúries, l'Escala, Palau-saverdera, Pau, Pedret i Marzà, Peralada, Roses i Sant Pere Pescador.[6]

## Història
L'Armentera apareix citat per primer cop en un document de l'any 922, amb el nom d'Armentaria, i  des d'aquest mateix segle es té constància que era una possessió del monestir de Sant Pere de Rodes. L’any 1019, un alou de l’Armentera passa a mans dels canonges de Girona i a les acaballes del segle XVII figura com a lloc del Comtat d'Empúries, fins que finalment esdevé propietat directa de la corona.
A la Guerra de Successió va ser ocupada per les tropes del duc de Noailles, el 1641.
El 1713 va ser atacada per les forces de Felip V d'Espanya.
Al segle xviii hi va haver greus inundacions per riuades del Fluvià.
El 1839 hi va tenir lloc una batalla de la primera guerra carlina.
El 1855 els habitants de l'Armentera van sofrir una epidèmia de còlera
El 8 de febrer del 1939 va ser ocupada per les tropes franquistes

## Demografia
| 1497 f | 1515 f | 1553 f | 1717 | 1787 | 1857 | 1877 | 1887 | 1900 | 1910 |
| ------ | ------ | ------ | ---- | ---- | ---- | ---- | ---- | ---- | ---- |
| 28     | -      | 34     | 299  | 446  | 904  | 965  | 839  | 841  | 959  |

| 1920  | 1930 | 1940 | 1950  | 1960  | 1970 | 1981 | 1990 | 1992 | 1994 |
| ----- | ---- | ---- | ----- | ----- | ---- | ---- | ---- | ---- | ---- |
| 1.006 | 982  | 956  | 1.005 | 1.003 | 834  | 756  | 808  | 745  | 745  |

| 1996 | 1998 | 2000 | 2002 | 2004 | 2006 | 2008 | 2010 | 2012 | 2014 |
| ---- | ---- | ---- | ---- | ---- | ---- | ---- | ---- | ---- | ---- |
| 749  | 749  | 756  | 755  | 738  | 770  | 827  | 865  | 860  | 901  |

| 2016 | 2018 | 2020 | 2022  | 2024  | 2026 | 2028 | 2030 | 2032 | 2034 |
| ---- | ---- | ---- | ----- | ----- | ---- | ---- | ---- | ---- | ---- |
| 935  | 937  | 951  | 1.043 | 1.070 | -    | -    | -    | -    | -    |

## Personatges il·lustres
- Alexandre Deulofeu i Torres (1903-1978) : polític i filòsof de la història català.
- Josep Masó Quer (1925-1991) : músic i compositor.
- Joan Bofill Grau (1930-1981), músic.
- Joan Saliner Duran (1902-1988), músic.